# (836) Иола
(836) Иола (лат. Jole) — астероид главного пояса, открытый 23 сентября 1916 года немецким астрономом Максом Вольфом в обсерватории Гейдельберг.
Назван в честь Иолы, дочери Еврита, насильно взятой в жёны Гераклом.

## Сближения
| дата             | а. е.    | расстояний до Луны | небесное тело |
| ---------------- | -------- | ------------------ | ------------- |
| 13.02.1989 13:34 | 0,047722 | 18,6               | Ирида         |